# 艾伯塔省
艾伯塔省（英語： /ælˈbɜːrtə/），又稱阿爾伯塔省或艾伯塔省，簡稱亞省或阿省，是加拿大一級行政區，与隔邻的曼尼托巴省和萨斯喀彻温省同属加拿大西部的草原三省。西部與卑詩相鄰，東部與沙斯卡寸旺相鄰，北部與西北地區相鄰，南面與美國蒙大拿州接壤。該省境內著名的大學包括了阿爾伯塔大學和卡尔加里大学，分别坐落于首府埃德蒙顿和境內第一大城卡尔加里。境內著名景点有班夫國家公園与賈斯珀國家公園。

## 地理
艾伯塔是加拿大西部草原三省之一，西部与不列颠哥伦比亚相邻，东部与萨斯喀彻温相邻，北部与西北地区相邻，南面与美国蒙大拿州接壤。
艾伯塔省介于北纬49°至60°之间，南北长1217公里，东西宽293至650公里不等，面积约66万平方公里。省内西部为落磯山脉，是森林地區，屬北方針葉林；东部为平原，属于草原地区，土壤肥力很高，但每年平均降水量比较少，除了沿河地带有一些乔木生长外，大部分地區都是以草本植物，為主要植被組成部分。
2004年人口约318万，其中2/3住在首府埃德蒙顿及最大城市卡加利。

### 氣候
亞伯達擁有乾燥的大陸性氣候，由於北極氣流的影響，冬季的低氣溫相當極端，最低可達-54°C（-65°F）；而南部則最低也達至-46°C（-51°F）。又因屬內陸，以及洛磯山脈的影響，在夏季，亞伯達的氣溫最高可達40°C（104°F）。由於偶爾有钦诺克风，該省西部的季節性氣溫波動較不明顯。

## 歷史
艾伯塔省建立于1905年，与相邻的萨斯喀彻温一起从西北地区分离。艾伯塔得名于路易斯·卡罗琳·艾伯塔公主，即维多利亚女王和阿尔伯特亲王的第四个女儿。
早於公元前10000年，亞伯達省就已有人類活動的蹤跡。當時居於此地者皆為印第安人，主要聚居於今洛磯山脈東部一帶。
至歐洲人開拓美洲殖民地，亞伯達省開始有歐洲人東漸。最初這些歐洲人是從事皮毛貿易。到了十九世紀末，亞伯達省豐富的天然資源蘊藏，吸引了大批移民到此定居和淘金，形成一股淘金熱。這帶動了亞伯達省的人口增長和經濟發展，而鐵路等基建項目也於此時期開始。
在十九世紀，亞伯達省是屬於羅伯特領地一部分；至1870年代，加拿大獲得了此地控制權，並把省北面的西北部地區合併，成為西北地区。由於淘金熱，於1905年，艾伯塔省正式從西北地区分割而成立。
21世纪开始，随着中亚移民的日益增多，越来越多的人把艾伯塔称为“艾伯塔斯坦”（Albertastan）。2015年在新民主党拿下艾伯塔省选举后，前加拿大司法部长彼得·麦凯更是公开调侃艾伯塔为艾伯塔斯坦。

## 政治
亞伯達省議會由民選產生，共有87名議員，省長一職通常由多數黨的黨魁出任。

## 經濟
亞伯達省是加拿大經濟最發達之地，主要由林業、石油和天然氣產業所帶動。2007年全省人均本地生產總值為$74,825加幣。

### 林業
亞伯達省有相當數目的木材廠，藉伐木生產建築用木材和報紙紙張，以供應予美國。

### 石油和天然氣
石油開採和加工是亞伯達第一大經濟支柱。亞伯達是世界第四大天然氣生產地，同時也是世界第二大出口地。在埃德蒙頓等地，都設有世界級聚乙烯和乙烯基生產基地，是該省重要的石油化工生產基地。

### 農業
除此之外，亞伯達與隔鄰的薩克其萬及曼尼托巴，經常被合稱為「草原三省」，是加拿大重要的糧倉。油菜和小麥是艾伯塔最主要的農產品。

### 畜牧業
此地區畜牧业與農業发达，草原地区养有超过5百万头的牛隻，加拿大将近一半的牛肉产自艾伯塔省。

## 主要城市
- 埃德蒙顿（Edmonton）
- 卡尔加里（Calgary）
- 雷德迪尔（Red Deer）
- 萊斯布里奇
- 艾爾德里（Airdrie）
- 圣艾伯特（St. Albert）
- 大草原城（Grande Prairie）
- 斯普鲁斯格罗夫（Spruce Grove）

### 都会区
| 排名 | 都会区名稱                  | 人口      |
| ---- | --------------------------- | --------- |
| 1    | 卡尔加里 CMA                | 1,392,609 |
| 2    | 埃德蒙顿 CMA                | 1,321,426 |
| 3    | 萊斯布里奇 CMA              | 117,394   |
| 4    | 雷德迪尔 CA                 | 100,418   |
| 5    | 梅迪辛哈特 CA               | 76,522    |
| 6    | 伍德布法罗 CA               | 73,320    |
| 7    | 大草原城 CA                 | 63,166    |
| 8    | 奥克托克斯 CA               | 28,881    |
| 9    | 布鲁克斯 CA                 | 24,662    |
| 10   | 劳埃德明斯特 CA（省内部分） | 19,645    |

## 圖片

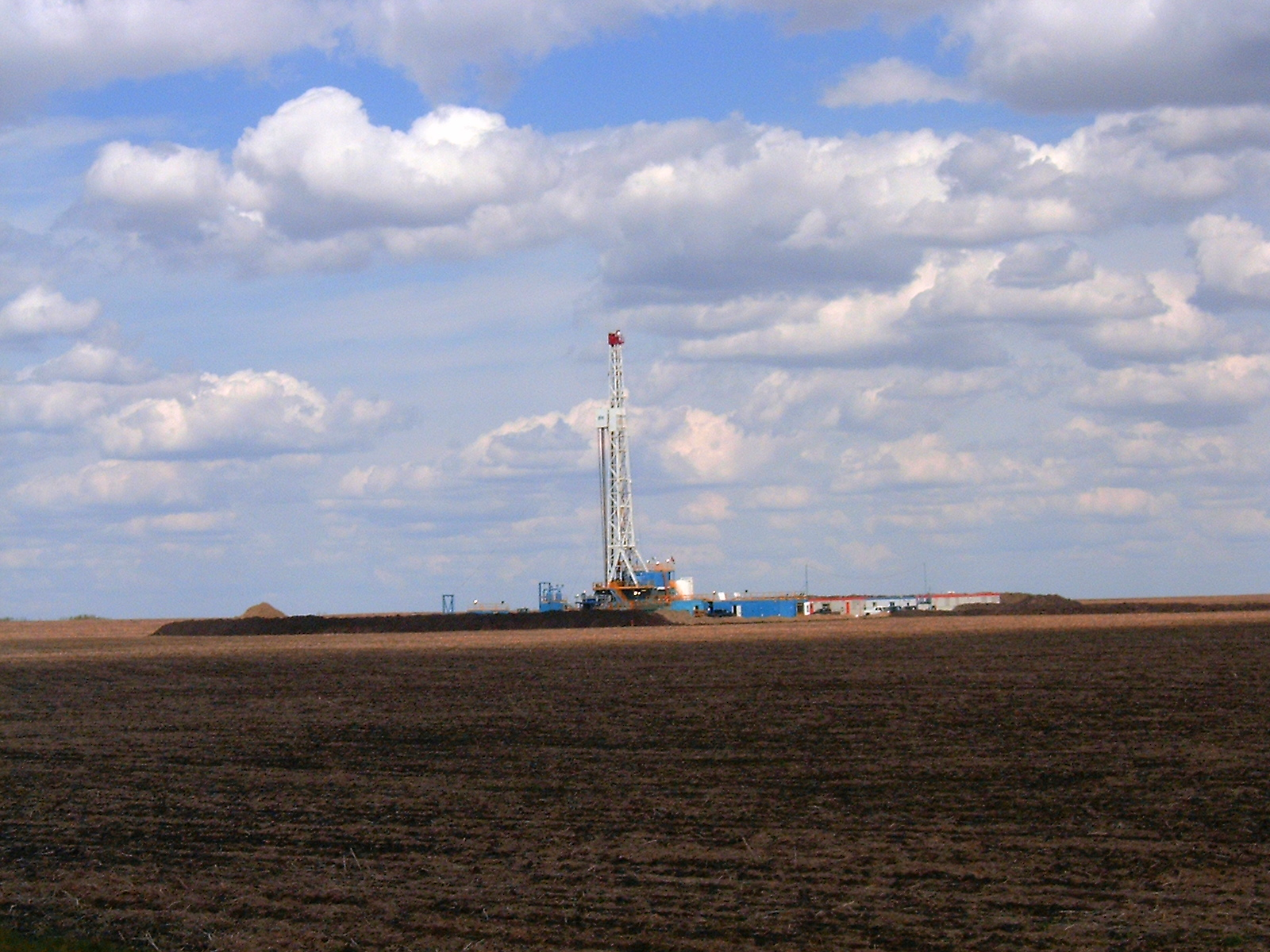
省內天然氣井
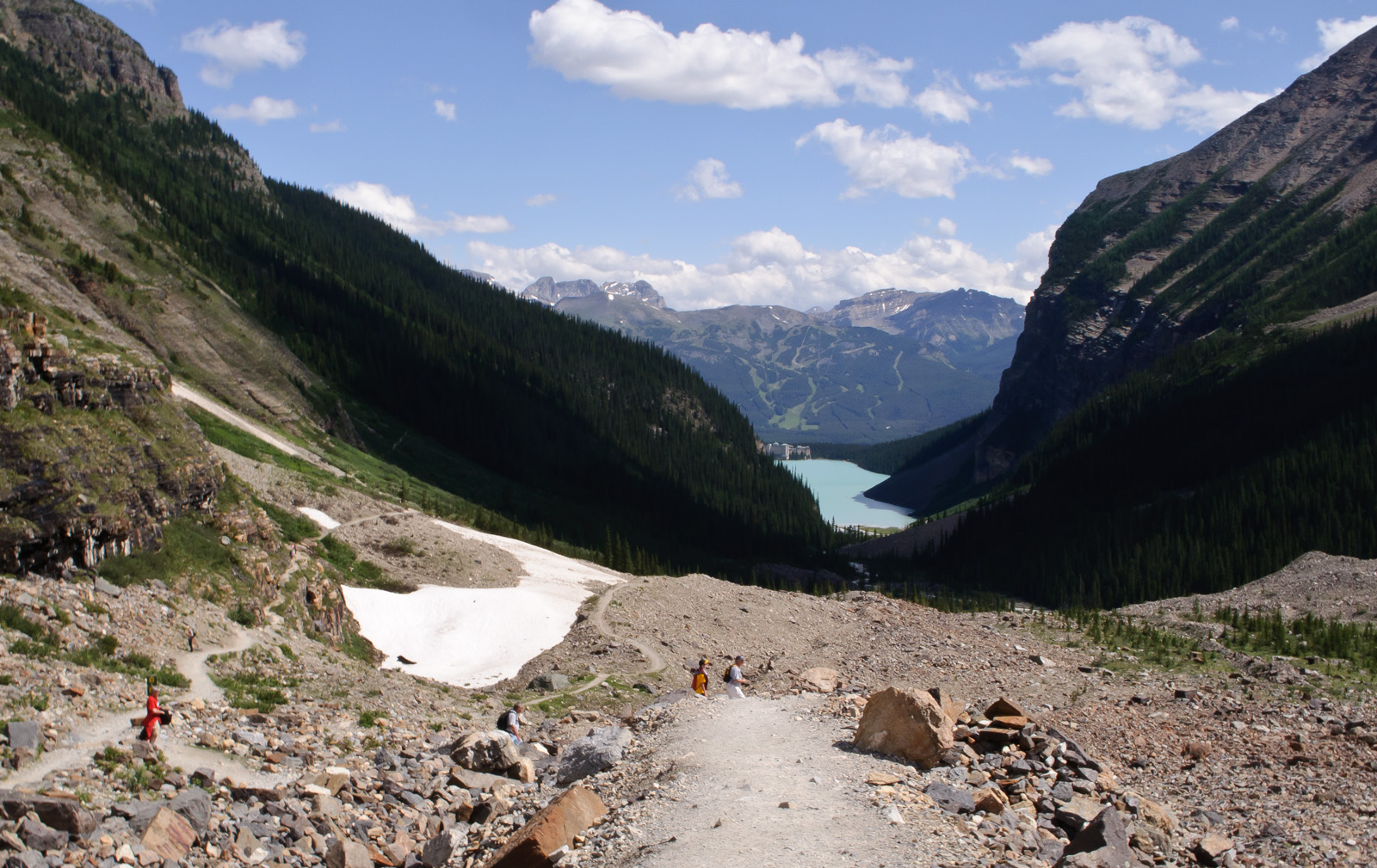
省內湖泊
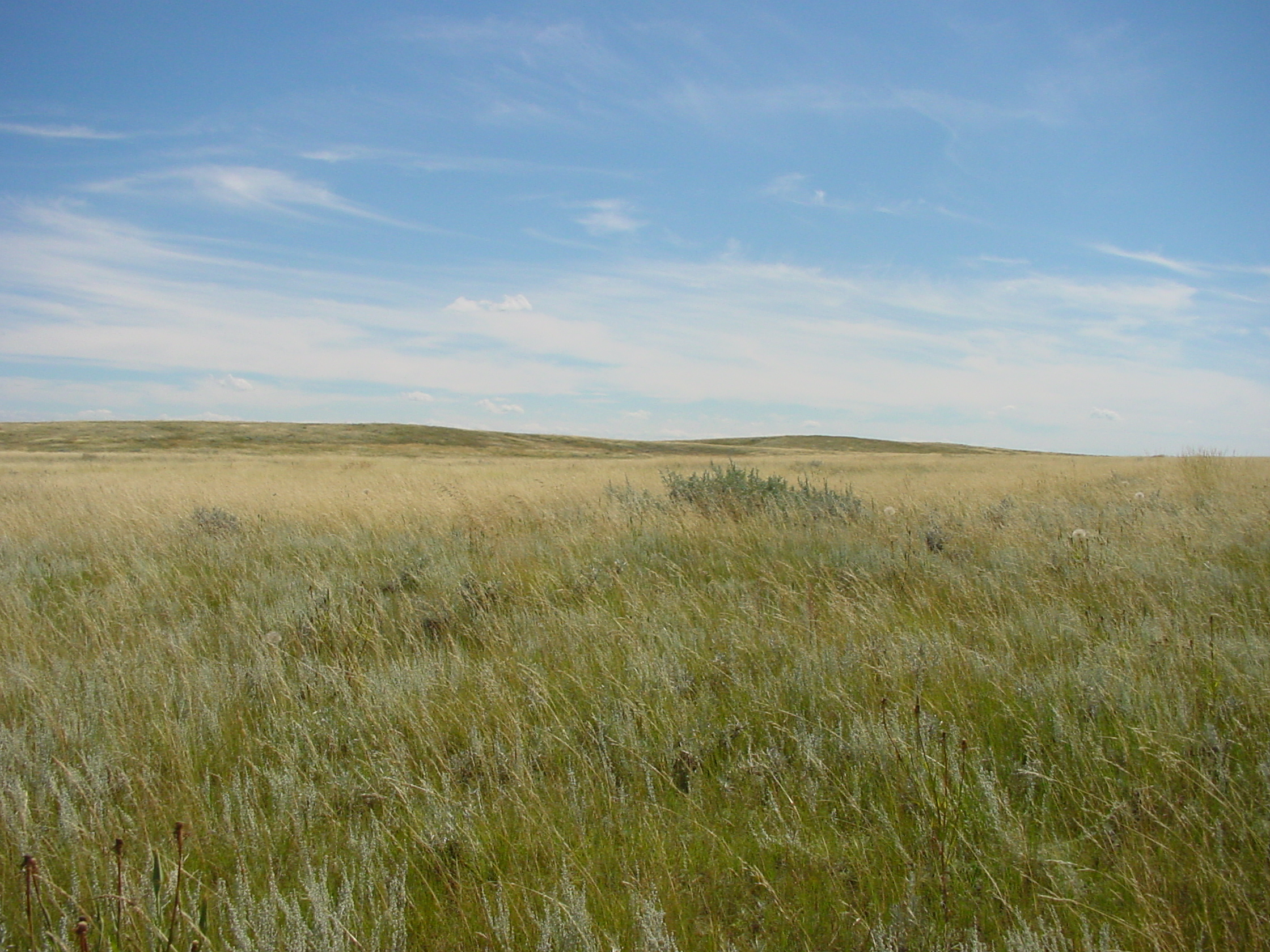
大平原草原
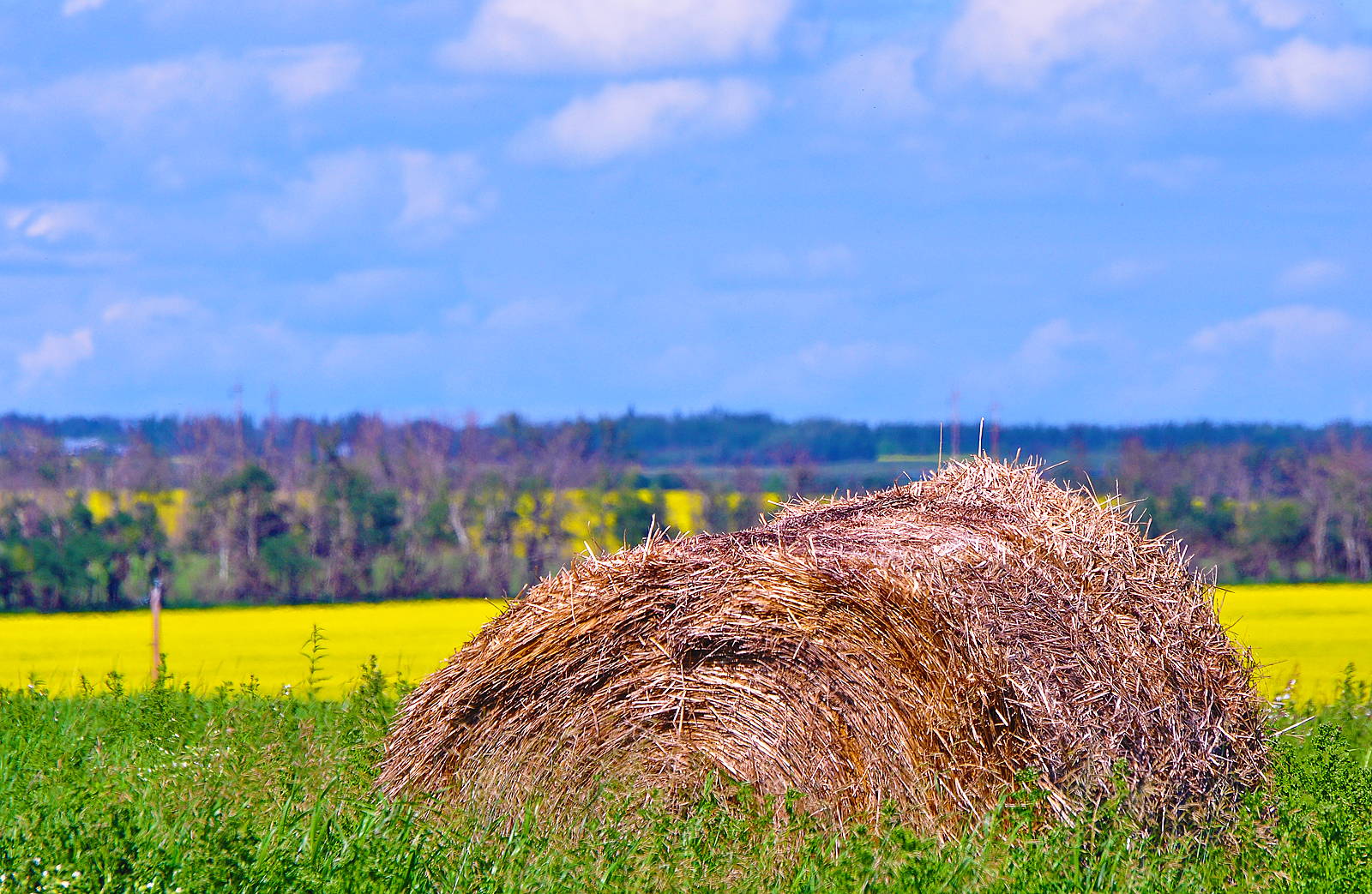
省內一處田園